# Румяна Койнова-Тенчова
Румяна Димитрова Койнова-Тенчова е български учен биофизик. Работи в сферата на молекулярната биофизика, главно в областта на свойствата на биологичните мембрани, нанотехнологиите в медицината и други.

## Биография
Родена е на 10 септември 1953 година в Стара Загора.
През 1976 година завършва Физическия факултет на Софийския университет. През 1984 година получава степен „доктор по биофизика“, а през 2000 година – степен „доктор на науките“.
Работи в Централната лаборатория по биофизика на БАН (1984 – 1989), Института по биофизика на БАН (до 2000 г.), след това в Департамента по биохимия на Северозападния университет (САЩ) и в Медицинския университет в София.
В Централната лаборатория по биофизика на БАН провежда изследвания върху моделни мембрани (липозоми). Съавтор е на част от първите в света рентгеноструктурни изследвания на мембрани с помощта на синхротронно лъчение.
Основните ѝ научни приноси са в областта на молекулната биофизика, липидната организация на биологичните мембрани и катионните липозоми като преносители на ДНК за генна трансфекция.
От 2021 г. е включена в списъка на първите 2 процента най-цитирани учени в света, създаден от Станфордския Университет. 